# Bezvódnaya (Adiguesia)
Bezvodnaya (del ruso: Безводная) es una stanitsa del raión de Maikop en la república de Adiguesia de Rusia. Está situada a orillas del río Bezvódnaya (Prúskaya), afluente del río Kurdzhips (tributario del Bélaya, de la cuenca hidrográfica del Kubán), 25 km al sudoeste de Tulski y 30 km al suroeste de Maikop, la capital de la república. Tenía 52 habitantes en 2010
Está subordinada directamente al raión.

## Historia
Fue fundada en 1863 como stanitsa Prúskaya. Entre 1874 y 1885 perdió el estatus y su nombre pasó a ser Pruski. Recuperó el grado de stanitsa y recibió su nombre actual en 1915. Pertenecía al otdel de Maikop del óblast de Kubán hasta 1920